# Arisaema laminatum
Arisaema laminatum är en kallaväxtart som beskrevs av Carl Ludwig von Blume. Arisaema laminatum ingår i släktet Arisaema och familjen kallaväxter. Inga underarter finns listade.